# Drammen
Drammen – miasto w południowej Norwegii (41 km na południowy zachód od Oslo) ośrodek administracyjny gminy (norw. kommune) oraz stolica okręgu Buskerud, u ujścia rzeki Drammenselva do fiordu Drammenfjord. Powierzchnia 137 km², 103 291 mieszkańców (w 2023), współrzędne geograficzne 59°44′N 10°09′E.
Drammen jest 367. norweską gminą pod względem powierzchni.

## Historia
Pierwsze ślady aktywności człowieka w okolicach Drammen pochodzą z neolitu, sprzed około 6-7 tysięcy lat, kiedy powstały rysunki w skałach w Åskollen i Skogerveien; największym i najcenniejszym z nich jest wizerunek łosia, liczący 1,75 m długości.
Z 1070 roku pochodzą pierwsze zapiski o istnieniu portu w Drammen – autorstwa wikińskiego barda Snorre Sturlusona. W XIV wieku na terenach dzisiejszego miasta powstały osady Bragernes i Tangen, które po połączeniu w 1811 utworzyły dzisiejsze Drammen.
W 1870 doprowadzono do Drammen kolej żelazną, a w 1909 uruchomiono tu pierwszą w Skandynawii linię trolejbusową. Sieć komunikacji trolejbusowej zlikwidowano w 1967.

## Demografia
Według danych z roku 2005 gminę zamieszkuje 57 148 osób. Gęstość zaludnienia wynosi 415,59 os./km². Pod względem zaludnienia Drammen zajmuje 10. miejsce wśród norweskich gmin.
W Drammen mieszka 1,6 tys. Polaków, tj. 1,9% ludności (2013).
| ludność stan na 1 stycznia 2005 |         |           |        |
|                                 | kobiety | mężczyźni | razem  |
| osób                            | 27 668  | 29 480    | 57 148 |
| %                               | 48,41%  | 51,59%    | 100%   |

| wykształcenie stan na 1 października 2004 |        |        |        |        |
|                                           | podst. | śred.  | wyższe | niezn. |
| osób                                      | 8989   | 25 048 | 10 013 | 2091   |
| %                                         | 19,48% | 54,29% | 21,7%  | 4,53%  |

## Edukacja
Według danych z 9 października 2015:
- liczba szkół (norw. grunnskole): 19 (12 szkół podstawowych, 5 gimnazjów i 1 szkoła mieszana)[3]
- liczba uczniów szkół podst.: 7200

## Władze gminy
Według danych na rok 2011 administratorem gminy (norw. rådmann) jest Osmund Kaldheim, natomiast burmistrzem (norw. ordfører, d. borgermester) jest Tore Opdal Hansen.

## Turystyka
Niezwykłością Drammen jest m.in. „Spiralen” – tunel drogowy w kształcie sięgającego 200 m n.p.m. korkociągu (lub gwintu śruby) łączącego miasto ze szczytem wznoszącego się nad nim wulkanicznego wzgórza Bragernesåsen. Wlot do tunelu znajduje się na wysokości ok. 50 m n.p.m., jego długość we wnętrzu góry – 1650 m, przy czym „gwint śruby” o promieniu kilkudziesięciu metrów zwinięty jest w sześć zwojów. Wysokość tunelu, 3,65 m, umożliwia przejazd nim autobusów wycieczkowych. Wybudowano go w roku 1961, na 150-lecie miasta (projektowano go już w połowie lat 50., kiedy uznano, iż istniejący w tamtym czasie kamieniołom, znajdujący się tylko 200 metrów od miejscowego szpitala powinien zostać przeniesiony w inne miejsce mniej uciążliwe dla pacjentów), a wydobyty z wnętrza materiał skalny (kwarce i porfiry z dolnej części, bazalty – z górnej) wykorzystano do budowy pobliskich dróg. Na szczycie wzgórza znajduje się doskonały punkt widokowy, restauracja Åspaviljongen oraz wymierzona w port armata model Cockerill 1904, która jest jedną z dwunastu, ustawionych tam w 1905 do obrony miasta w związku z obawami przed inwazją po rozpadzie unii ze Szwecją. Armata ta obecnie strzela co roku na wiwat w związku z norweskim świętem państwowym, przypadającym 17 maja. Wjazd autem na szczyt to koszt 35 koron. Alternatywą może być piesza wędrówka, która zajmie około 35 minut. Oprócz tego w Drammen znajduje się regionalne muzeum, teatr z roku 1870 oraz kościół i ratusz, oba z 1871 roku.
Bolączką Drammen są nieustanne problemy komunikacyjne w mieście; jest ono bowiem węzłem komunikacyjnym dla międzynarodowych tras E18 i E134. Naprzeciw tym problemom wyszło niezbyt często spotykane rozwiązanie inżynieryjne: pod ulicą Rosenkrantzgata w rejonie Instytutu Ortopedycznego znajduje się podziemne skrzyżowanie tuneli drogowych (Rosenkrantzgata i Lajordgata) w formie ronda.
Na początku XXI wieku polski nurek Leszek Piotr Zochowski odkrył w Drammenfjord rafę koralową. Znajduje się ona na głębokości 10–20 m, na pochyłości blisko brzegu i ma długość ok. 30–40 m, a wysokość do dwóch, a nawet trzech metrów. Norweski znawca koralowców Pål B. Mortensen ocenia ją, że powstała przed ok. siedmioma tysiącami lat i że należy do głębokowodnego typu Lofelia. Prawdopodobnie powstała w czasach, kiedy fiord i rzeka koło Drammen były o kilkadziesiąt metrów płytsze i zamarła przed paru tysiącami lat.

## Przemysł
- Port Drammen
- Rybołówstwo (ważny ośrodek przetwórstwa łososia)
- Browar Aass, najstarszy w Norwegii, uruchomiony w 1834, posługujący się niemieckimi recepturami z 1516
- Przemysł stoczniowy, drzewny, metalurgiczny (cynk, kobalt, nikiel)

## Sport
- Strømsgodset IF – klub piłkarski
- Drammen Håndballklubb – klub piłki ręcznej
- od sezonu 2002/2003 – Puchar Świata w biegach narciarskich kobiet i mężczyzn
- 1947 – Skating World Championship for Women – mistrzostwa świata łyżwiarstwa kobiet
- W pobliżu Drammen, w Tranby i Lier, leży motocrossowy tor wyścigowy Lyngås Motorbane, na którym rozgrywane są m.in. wyścigi FIA.
- 17 grudnia 1998 roku urodził się Martin Ødegaard.